# Heliogomphus selysi
Heliogomphus selysi är en trollsländeart som beskrevs av Fraser 1925. Heliogomphus selysi ingår i släktet Heliogomphus och familjen flodtrollsländor. IUCN kategoriserar arten globalt som livskraftig. Inga underarter finns listade i Catalogue of Life.